# Prvenstvo Avstralije 1968
Prvenstvo Avstralije 1968.

## Moški posamično
William Bowrey :  Juan Gisbert, Sr., 7–5, 2–6, 9–7, 6–4

## Ženske posamično
Billie Jean King :  Margaret Court, 6–1, 6–2

## Moške dvojice
Dick Crealy /  Allan Stone :  Terry Addison /  Ray Keldie 10–8, 6–4, 6–3

## Ženske dvojice
Karen Krantzcke /  Kerry Melville :  Judy Tegart /  Lesley Turner 6–4, 3–6, 6–2

## Mešane dvojice
Dick Crealy /  Billie Jean King :  Allan Stone /  Margaret Court, b.b.